# 刘宗琴
刘宗琴（1928年2月—2015年6月3日），女，河南大冶人，中国河南坠子表演艺术家，河南省歌舞剧院曲艺团一级演员，中国曲协河南分会副主席，第五届中国曲艺牡丹奖终身成就奖得主，国家级非物质文化遗产项目“河南坠子”传承人。
她擅长长篇大书的演唱，唱腔风格泼辣豪放。与刘桂枝（妩媚）、刘明枝（细腻）常搭伙同棚献艺，并称为“郑州三刘”。

## 生平
刘宗琴是河南登封大冶镇人。12岁拜刘魁为师学习河南坠子，后又师从程珂和刘世禄。1954年加入河南曲剧团。代表作有《李逵夺鱼》、《杨家将》、《大红袍》、《女状元》（全国首届曲艺会演优秀节目）等。